# Evisceration Plague
Evisceration Plague (рус. Потрошащая чума) — одиннадцатый студийный альбом американской брутал дэт-метал-группы Cannibal Corpse, выпущен в 2009 году на лейбле Metal Blade Records.

## Об альбоме
Evisceration Plague был спродюсирован гитаристом группы Hate Eternal, Эриком Рутаном.
В том же 2009 был снят одноименный клип на песню «Evisceration Plague».
В 2010 Cannibal Corpse сняли студийный клип на песню «Priests of Sodom».
Диск занял 66-е место в американском чарте Billboard 200.

## Список композиций
| №                   | Название                   | Длительность |
| ------------------- | -------------------------- | ------------ |
| 1.                  | «Priests of Sodom»         | 3:31         |
| 2.                  | «Scalding Hail»            | 1:46         |
| 3.                  | «To Decompose»             | 3:03         |
| 4.                  | «A Cauldron of Hate»       | 4:59         |
| 5.                  | «Beheading and Burning»    | 2:15         |
| 6.                  | «Evidence in the Furnace»  | 2:48         |
| 7.                  | «Carnivorous Swarm»        | 3:36         |
| 8.                  | «Evisceration Plague»      | 4:30         |
| 9.                  | «Shatter Their Bones»      | 3:35         |
| 10.                 | «Carrion Sculpted Entity»  | 2:33         |
| 11.                 | «Unnatural»                | 2:22         |
| 12.                 | «Skewered from Ear to Eye» | 3:49         |
| Общая длительность: | Общая длительность:        | 38:45        |

| №                   | Название               | Длительность |
| ------------------- | ---------------------- | ------------ |
| 13.                 | «Skull Fragment Armor» | 2:10         |
| Общая длительность: | Общая длительность:    | 40:55        |

## Чарты
| Чарт                                          | Позиция |
| --------------------------------------------- | ------- |
| Австрия (Ö3 Austria)                          | 41      |
| Бельгия/Валлония (Ultratop)                   | 71      |
| Финляндия (Suomen virallinen lista)           | 25      |
| Германия (Offizielle Top 100)                 | 42      |
| Япония (Oricon)                               | 256     |
| Великобритания (UK Rock & Metal Albums Chart) | 17      |
| США (Billboard 200)                           | 66      |
| США (Billboard Independent Albums)            | 6       |
| США (Billboard Top Hard Rock Albums)          | 7       |
| США (Billboard Top Rock Albums)               | 22      |
| США (Billboard Top Tastemaker Albums)         | 7       |